# Мария Изабелла Вюртембергская
Мария Изабелла Филиппина Терезия Матильда Йозефина Вюртембергская (нем. Maria Isabella Philippine Theresia Mathilde Josephine von Württemberg; 30 августа 1871, Орт-на-Дунае, Австро-Венгрия — 24 мая 1904, Дрезден, королевство Саксония) — немецкая принцесса из Вюртембергского дома, в замужестве принцесса Саксонская.

## Биография
Герцогиня Мария Изабелла была третьим ребенком и младшей дочерью герцога Филиппа Вюртембергского и его жены эрцгерцогини Марии Терезии Австрийской.
5 апреля 1894 года в Штутгарте герцогиня Мария Изабелла сочеталась браком с принцем Иоганном Георгом Саксонским, шестым ребёнком из восьми детей и вторым сыном Георга, короля Саксонии и его супруги, инфанты Марии Анны Португальской. Мария Изабелла и Иоганн Георг детей не имели. Мария Изабелла умерла в Штутгарте 24 мая 1904 года в возрасте тридцати двух лет.

### Титулы
С 30 августа 1871 по 5 апреля 1894 года она носила титул Её Королевского высочества, герцогини Марии Изабеллы Вюртембергской. После замужества, с 5 апреля 1894 и до самой смерти 24 мая 1904 года носила титул Её Королевского высочество, принцессы Иоганн Георг Саксонской, герцогини Саксонской и герцогини Вюртембергской.